# Alexandre Loubet
Pour les articles homonymes, voir Loubet.
Alexandre Loubet, né le 7 juillet 1994 à Toulouse (Haute-Garonne), est un homme politique français. Il est député de la Moselle et conseiller spécial du président du Rassemblement national, Jordan Bardella. Il a été directeur de campagne de Jordan Bardella pour les élections européennes du 9 juin 2024.
Ancien directeur de la communication du Rassemblement national et de la campagne présidentielle de Marine Le Pen en 2022, il est élu député dans la septième circonscription de la Moselle aux élections législatives de 2022 et est vice-président du groupe RN à l'Assemblée nationale. Il est directeur de campagne du RN pour les élections européennes de 2024 et les élections législatives de 2024. Il est reconduit pour un second mandat en tant que député dans la même circonscription dès le premier tour des élections législatives anticipées de 2024.

## Biographie

### Jeunesse et études
Alexandre Loubet naît le 7 juillet 1994 à Toulouse. Il est originaire de l'Ariège, en Occitanie. Il effectue ses études supérieures à l'Institut d'études politiques de Paris, qu'il intègre en 2012. Il fonde puis préside la première association souverainiste de l'école, Critique de la Raison européenne. Il effectue son année d'étude à l'étranger au Parlement européen, auprès d'un député d'un parti européen eurosceptique.

### Parcours politique

#### Débuts auprès de Nicolas Dupont-Aignan
Se réclamant des valeurs du gaullisme, il s'engage à Debout la France à l'âge de 18 ans et devient président de Debout les jeunes de 2015 à 2017 puis directeur de la communication de Nicolas Dupont-Aignan de 2018 à 2020 après une expérience professionnelle dans un groupe industriel français de l'énergie.
Il participe à la fondation de la Cocarde étudiante, syndicat étudiant proche du Rassemblement national, en 2015 aux côtés de Gaëtan Dussausaye alors responsable des Jeunes du Front national.

#### Arrivée au Rassemblement national
Fin 2020, il cofonde le mouvement gaulliste L'Avenir français avec d'anciens cadres de Debout la France pour soutenir Marine Le Pen et rejoint le Rassemblement national : il est en 2021 tête de liste départementale dans le Lot lors des élections régionales en Occitanie.
Il devient assistant parlementaire de Nicolas Meizonnet.
Début septembre 2021, le nouveau président du RN Jordan Bardella le nomme directeur de la communication du Rassemblement national.
D'octobre 2021 au 24 avril 2022, il est également directeur de la communication de la campagne présidentielle de Marine Le Pen, puis des élections législatives de juin 2022, qui voient l'élection de 89 députés RN, dont Alexandre Loubet, à l'Assemblée nationale. Le 4 mars 2022, il fait partie avec Jean-Philippe Tanguy des deux proches de Marine Le Pen dont le compte Twitter a été suspendu « par erreur » selon le réseau social.

#### Député de la Moselle
En 2022, il est candidat aux législatives dans la septième circonscription de la Moselle. Au premier tour, il obtient 33,80 % des suffrages, face à Hélène Zannier, députée sortante LREM, recueillant 22,08 % des suffrages. Il est élu député au second tour avec 55,41 % des voix. Le 6 juillet 2022, il est nommé vice-président du groupe Rassemblement national, présidé par Marine Le Pen, à l'Assemblée nationale.
Il appelle, dans le cadre de l'examen du projet de loi de finances rectificative pour 2022, à la privatisation de France Télévisions et de Radio France, estimant que « l'argent du contribuable français n'a pas à financer l'extrême gauche » et accusant les médias publics d'avoir « lourdement discriminé le RN » au cours des législatives.
En avril 2023, il est nommé directeur de campagne du RN pour les élections européennes de 2024. À la suite de ce scrutin, le président de la République Emmanuel Macron dissout l'Assemblée nationale le 9 juin. Alexandre Loubet est alors nommé directeur de campagne du RN pour les élections législatives anticipées. Il est réinvesti candidat dans sa circonscription pour les élections législatives, et est réélu dès le premier tour pour un second mandat avec 53,33% des suffrages exprimés.
À la suite des élections européennes et législatives, Alexandre Loubet est désigné conseiller spécial du président du Rassemblement national, Jordan Bardella.